# Salvador Hernández Ríos
Salvador Hernández Ríos (Manzanillo, Oriente, Cuba, 28 de junio de 1842 – Santiago de Cuba, Oriente, Cuba, 23 de enero de 1925) fue un militar cubano. Mayor general del Ejército Mambí, que luchó por la independencia de Cuba durante el siglo XIX.

## Orígenes y Guerra de los Diez Años
Salvador Hernández Ríos nació en la importante ciudad de Manzanillo, ubicada en el Oriente de Cuba, el día 28 de junio de 1842.
El 10 de octubre de 1868 estalló la Guerra de los Diez Años (1868-1878), primera guerra por la independencia de Cuba y Hernández Ríos, que tenía 26 años, se unió a los independentistas rápidamente. Fue herido tres veces durante dicha guerra.
Fue ascendido a Comandante del Ejército Libertador de Cuba, el 17 de agosto de 1873. Apoyó la Sedición de Lagunas de Varona, en 1875, encabezada por el Mayor general Vicente García González, para destituir al presidente Salvador Cisneros Betancourt y demandar varias reformas.
El 10 de febrero de 1878, se firmó el Pacto del Zanjón, que puso fin a la guerra, sin reconocer la independencia de Cuba. El Comandante Hernández Ríos capituló, como muchos cubanos de la época, producto del agotamiento por diez años de guerra sin tregua.

## Guerra Necesaria
El 24 de febrero de 1895, estalló la Guerra Necesaria (1895-1898), tercera guerra por la independencia de Cuba. Hernández Ríos se unió a las tropas del Mayor general cubano Bartolomé Masó, el 3 de mayo de 1895 y fue ascendido a Teniente Coronel, el 27 de mayo.
Reforzó con tres escuadrones a las fuerzas cubanas del General Antonio Maceo, durante la Batalla de Peralejo, el 13 de julio de 1895. Dicha batalla resultó victoriosa para los cubanos. En octubre de ese mismo año, fue designado Jefe de la “Brigada de Manzanillo” y en mayo de 1896, fue nombrado Jefe de la División.
Posteriormente, combatió bajo las órdenes del Mayor general Jesús Rabí. Fue herido en Caimito, el 3 de marzo de 1897. En junio de 1898, el General Calixto García le ordenó a Hernández Ríos impedir los refuerzos enemigos que salían de la ciudad de Manzanillo rumbo a Santiago de Cuba, a romper el sitio estadounidense de esa ciudad.
Hernández Ríos fue ascendido a Mayor general, el 18 de agosto de 1898 y se licenció seis días más tarde.

## Últimos años y muerte
A inicios de la República de Cuba (1902-1959), Hernández Ríos trabajó como inspector de cárceles hasta octubre de 1906. Presidió el “Consejo de Veteranos de Manzanillo”.
Falleció de causas naturales, en la ciudad de Santiago de Cuba, el 23 de enero de 1925, con 82 años de edad.